# ACE (формат фајла)
ACE је формат компресије фајлова кога је развила e-merge GmbH. ACE нуди бољу компресију од ZIP формата, по цену њене брзине. Овај формат није слободан, иако постоји слободна верзија за декомпримовање ових фајлова, unace 1.2. Ова верзија пак не може да отвара новије верзије ACE фајлова. Екстензија овог формата је .ace.